# Connachta
I Connachta erano un gruppo di dinastie che sostenevano di discendere da Conn delle Cento battaglie, da cui presero il loro nome collettivo. I loro membri più famosi furono i cinque figli di Eochaid Mugmedon: Brion, Ailill, Fiachrae, Niall dei nove ostaggi e Fergus Caech. Da tutti loro cinque discesero dinastie irlandesi. Dalla figlia Sabina (Sadb), sposata con il primo re del Munster Unito Ailill Ollamh, discende la dinastia reale degli O'Cearbhaill (anglicizzato in O'Carroll), sovrani di Ely.

## Albero genealogico dei Connachta
```
 
Conn " Conn of the Hundred Battles " Cétchathach
 (Conn delle Cento battaglie), nipote del nonno 
Tuathal Teachtmhar

 |
 |_______________________________________________
 |                |   |    |   |               |
 |                |   |    |   |               |
 
Art mac Cuinn
    altri quattro figli   Fiacha Suighe, antenato dei 
Dal Fiachrach Suighe

 |                                         
 |
 
Cormac mac Airt

 |
 |
 
Cairbre Lifechair

 |
 |
 
Fiacha Sraibhtine

 |
 |
 
Muiredach Tirech

 |
 |
 
Eochaid Mugmedon

 |                                           
 |___________________________________________________________________________________
 |      |          |      |                         |
 |      |          |      |                         |
 
Brion
  
Fiachrae
   
Ailill
 
Niall dei Nove Ostaggi
  Fergus
                          |
 _________________________|___________________________________________
 |             |      |      |        |         |                   |            
 |             |      |      |        |         |                   |            
 Conall Gulban Endae  Eogan  Cairbre  Lóegaire  Conall Cremthainne  Fiachu
```